# Военная молитва

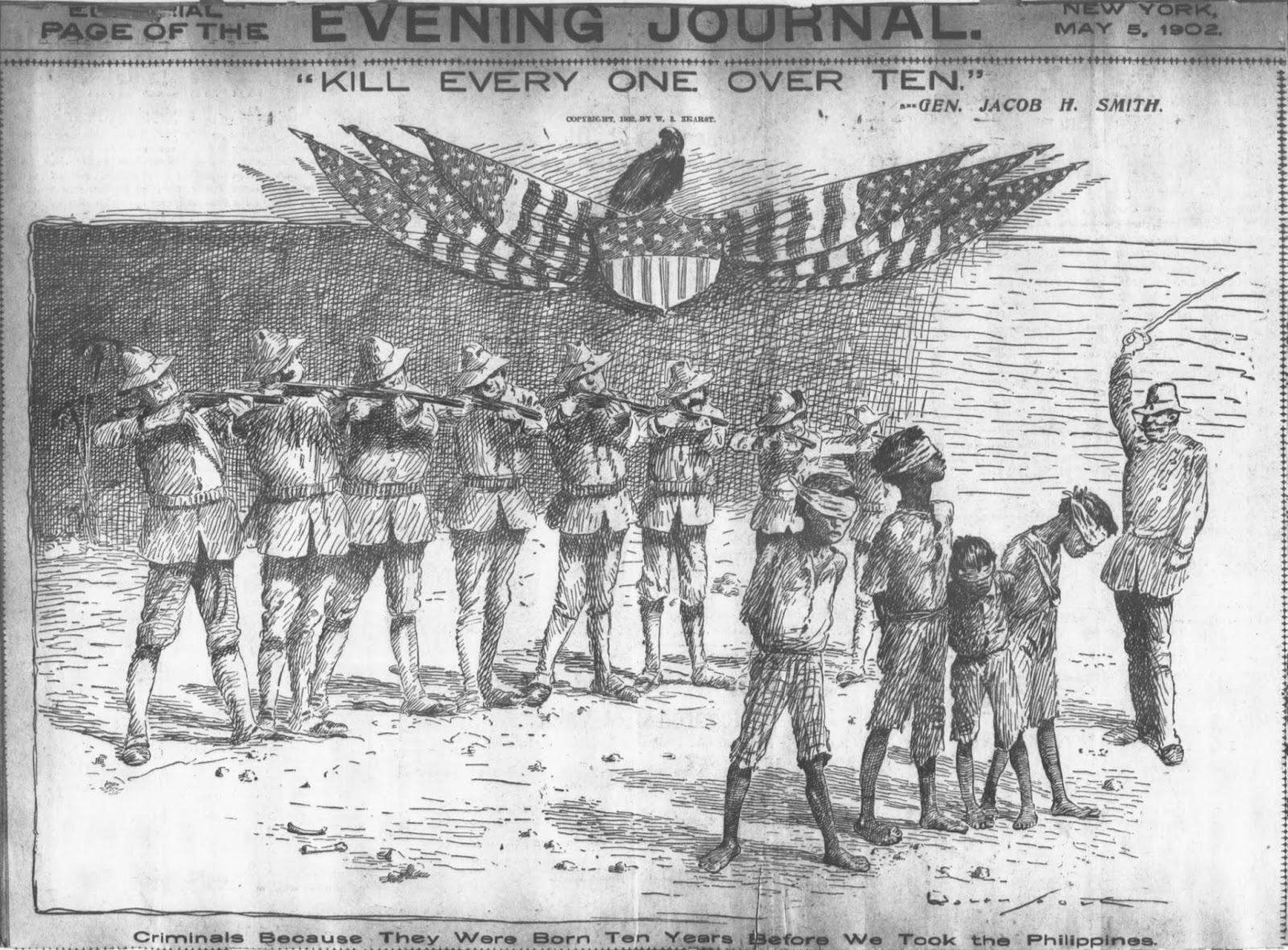

Военная молитва (англ. The War Prayer), короткий рассказ или стихотворение в прозе Марка Твена, представляющее собой резкое обвинение войны и, в частности, слепого патриотического и религиозного рвения как мотивов войны. Структура произведения проста: неназванная страна идет на войну, а патриотически настроенные граждане посещают церковную службу по призыву солдат. Народ взывает к Богу, чтобы он даровал ему победу и защитил свое войско. Внезапно появляется «пожилой незнакомец» и объявляет, что он посланник Бога. Он объясняет им, что он здесь, чтобы произнести вслух вторую часть их молитвы о победе, ту часть, которую они безоговорочно желали, но сами не произнесли вслух: молитву о страданиях и уничтожении их врагов. Далее следует ужасное описание невзгод, причиненных истерзанным войной народам их завоевателями. История заканчивается на пессимистической ноте, так как мужчину игнорируют.

## История
«Военная молитва» была написана в 1905 году и считается ответом как на испано-американскую войну, так и на последующую филиппино-американскую войну, во время которой американцы совершали военные преступления. В 1904 году Твен предложил историю журналу Harper’s Magazine, который отклонил ее как слишком радикальную и неподходящую для женской аудитории. Рассказ был оставлен неопубликованным Марком Твеном после его смерти в апреле 1910 года, в основном из-за давления со стороны его семьи, которая опасалась, что эту историю сочтут кощунственной. Издатель Твена и его друзья также отговаривали его от публикации. Сообщается, что его иллюстратор Дэн Берд спросил его, опубликует ли он это произведение в любом случае, и Твен ответил: «Нет, я сказал об этом всю правду, и только мертвецы могут говорить правду в этом мире. Его можно будет опубликовать после моей смерти». Помня о реакции общественности, он считал, что ему нужно содержать семью, и не хотел, чтобы его считали сумасшедшим или фанатиком.
«Военная молитва» была впервые опубликована в журнале Harper’s Magazine в ноябре 1916 года и вошла в сборник эссе Твена «Европа и другие места» под редакцией Альберта Бигелоу Пейна, литературного агента по недвижимости и биографа Твена.

## Произведения по рассказу
В снятой PBS в 1981 году версии «Частной истории неудачной кампании» Твена в качестве эпилога содержится «Военная молитва», действие которой происходит во время испано-американской войны. Эдвард Херрманн сыграл Незнакомца, а также невиновного человека, который был случайно убит мальчиками много лет назад во время Гражданской войны в США, что придало происхождению Незнакомца сверхъестественный вид.
В 1996 году Мелвин Белли продекламировал под медные фанфары Дэвида Вударда «Военная молитва» в Old First Church в Сан-Франциско.
В 2006 году короткометражный фильм «Военная молитва» (2005) получил приз за лучшую режиссуру на кинофестивале в кинофестивале в Беверли-Хиллз. Гарольд Кронк поставил фильм и адаптировал сценарий из «Военной молитвы» Твена.
В апреле 2007 года компания Lyceum Films выпустила десятиминутный короткометражный фильм под названием «Военная молитва». В адаптации, написанной Марко Санчесом и поставленной Майклом Гурджианом, Джереми Систо играл главную роль в роли «Незнакомца» и Тим Салливан в роли «Проповедника».
В том же году журналист и президент Washington Monthly Маркос Куналакис снял и продюсировал короткометражный анимационный фильм, основанный на произведении Твена, также озаглавленный «Военная молитва». Созданный по сценарию Питером Койотом, в нём Лоуренс Ферлингетти озвучивал главную роль в роли Министра и Эрик Бауэрсфельд в роли Незнакомца.